# Městský park (Priština)

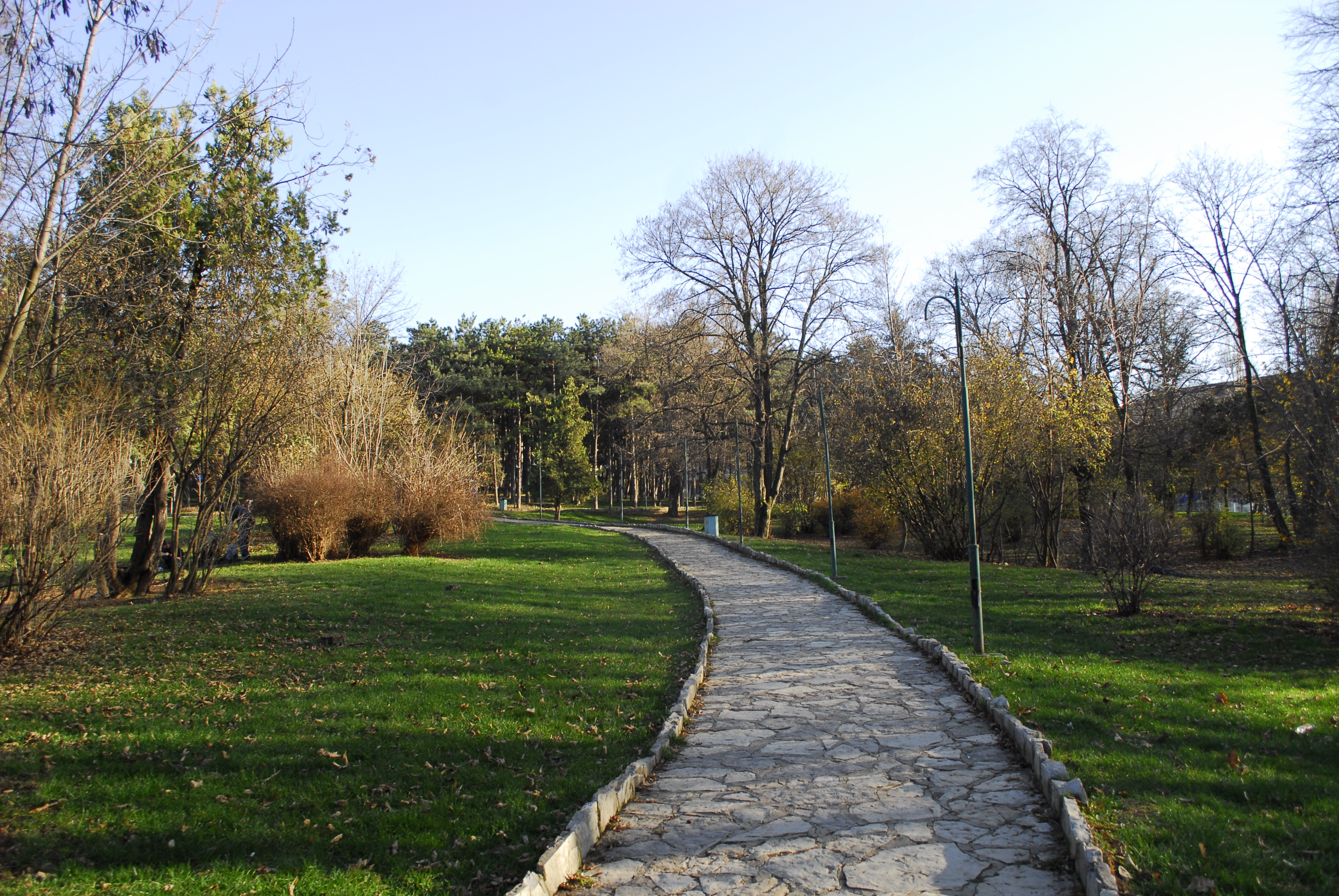
Stromy v parku.

Městský park (albánsky Parku i qyteti, srbsky Градски парк) je hlavní park, který se nachází ve východní části hlavního města Kosova, Prištiny. Rozkládá se na svahu nad městem a má tvar nepravidelného oválu o délce až 500 m. Obklopují jej lokality Dodona a Velenija. Nedaleko od něj také leží partyzánský hřbitov.
Park byl nějakou dobu oplocený, aby se zabránilo vzniku nelegálních skládek v areálu.